# Mercatel
Pour le semi-conducteur HgCdTe, voir tellurure de mercure-cadmium.
Mercatel est une commune française située dans le département du Pas-de-Calais en région Hauts-de-France. Ses habitants sont appelés les Mercastelois. La commune est membre de la communauté urbaine d'Arras.

## Géographie

### Localisation
Localisée dans le sud-est du département du Pas-de-Calais, Mercatel est une commune située, à vol d'oiseau, à 6 km au sud de la commune d’Arras (aire d'attraction, chef-lieu d'arrondissement et préfecture du Pas-de-Calais).
Le territoire de la commune est limitrophe de ceux de sept communes.
Les communes limitrophes sont Beaurains, Agny, Boiry-Becquerelle, Boisleux-au-Mont, Boisleux-Saint-Marc, Ficheux et Neuville-Vitasse.

### Géologie et relief
La superficie de la commune est de 5,76 km2 ; son altitude varie de 71  à   99 m.

### Hydrographie
La commune est située dans le bassin Artois-Picardie. Elle n'est drainée par aucun cours d'eau,.

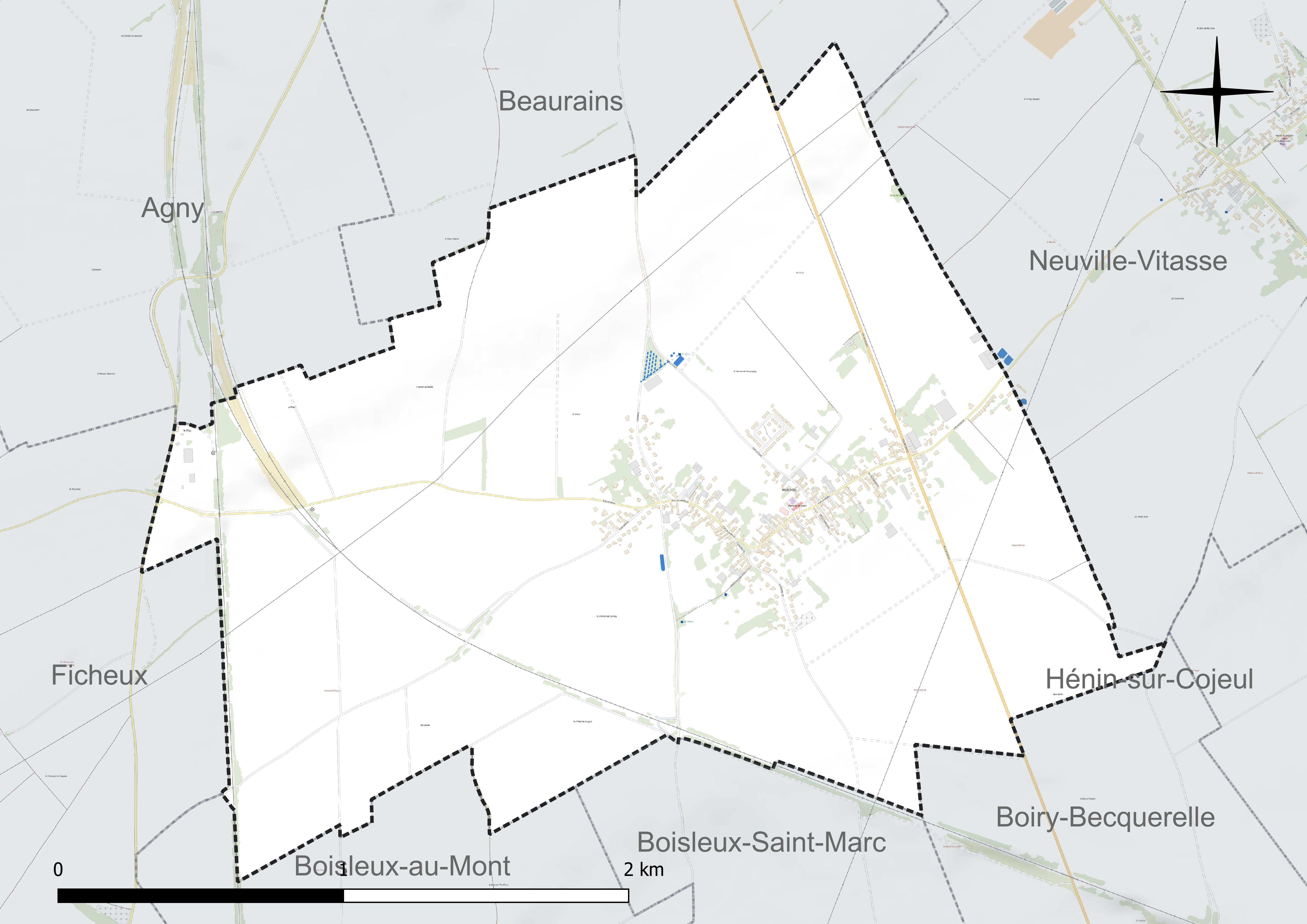
Réseau hydrographique de Mercatel.

### Climat
Pour des articles plus généraux, voir Climat des Hauts-de-France et Climat du Pas-de-Calais.
En 2010, le climat de la commune est de type climat océanique dégradé des plaines du Centre et du Nord, selon une étude du CNRS s'appuyant sur une série de données couvrant la période 1971-2000. En 2020, Météo-France publie une typologie des climats de la France métropolitaine dans laquelle la commune est exposée à un climat océanique et est dans la région climatique Nord-est du bassin Parisien, caractérisée par un ensoleillement médiocre, une pluviométrie moyenne régulièrement répartie au cours de l'année et un hiver froid (3 °C).
Pour la période 1971-2000, la température annuelle moyenne est de 10,2 °C, avec une amplitude thermique annuelle de 14,3 °C. Le cumul annuel moyen de précipitations est de 752 mm, avec 12,1 jours de précipitations en janvier et 9 jours en juillet. Pour la période 1991-2020, la température moyenne annuelle observée sur la station météorologique la plus proche, située sur la commune de Wancourt à 6 km à vol d'oiseau, est de 10,8 °C et le cumul annuel moyen de précipitations est de 711,4 mm,. Pour l'avenir, les paramètres climatiques de la commune estimés pour 2050 selon différents scénarios d'émission de gaz à effet de serre sont consultables sur un site dédié publié par Météo-France en novembre 2022.

### Paysages
Pour un article plus général, voir Paysage en France.
La commune est située dans le paysage régional des grands plateaux artésiens et cambrésiens tel que défini dans l'atlas des paysages de la région Nord-Pas-de-Calais, conçu par la direction régionale de l'Environnement, de l'Aménagement et du Logement (DREAL),. Ce paysage régional, qui concerne 238 communes, est dominé par les « grandes cultures » de céréales et de betteraves industrielles qui représentent 70 % de la surface agricole utilisée (SAU).

### Milieux naturels et biodiversité
L'Inventaire national du patrimoine naturel (INPN) recense plusieurs espèces faunistiques et floristiques sur le territoire de la commune dont certaines sont protégées et d'autres menacées et quasi-menacées.

## Urbanisme

### Typologie
Au 1er janvier 2024, Mercatel est catégorisée commune rurale à habitat dispersé, selon la nouvelle grille communale de densité à sept niveaux définie par l'Insee en 2022.
Elle est située hors unité urbaine. Par ailleurs la commune fait partie de l'aire d'attraction d'Arras, dont elle est une commune de la couronne,. Cette aire, qui regroupe 163 communes, est catégorisée dans les aires de 50 000 à moins de 200 000 habitants,.

### Occupation des sols
L'occupation des sols de la commune, telle qu'elle ressort de la base de données européenne d'occupation biophysique des sols Corine Land Cover (CLC), est marquée par l'importance des territoires agricoles (93,6 % en 2018), en diminution par rapport à 1990 (94,9 %). La répartition détaillée en 2018 est la suivante : 
terres arables (88,4 %), zones urbanisées (6,4 %), zones agricoles hétérogènes (5,1 %). L'évolution de l'occupation des sols de la commune et de ses infrastructures peut être observée sur les différentes représentations cartographiques du territoire : la carte de Cassini (XVIIIe siècle), la carte d'état-major (1820-1866) et les cartes ou photos aériennes de l'IGN pour la période actuelle (1950 à aujourd'hui).

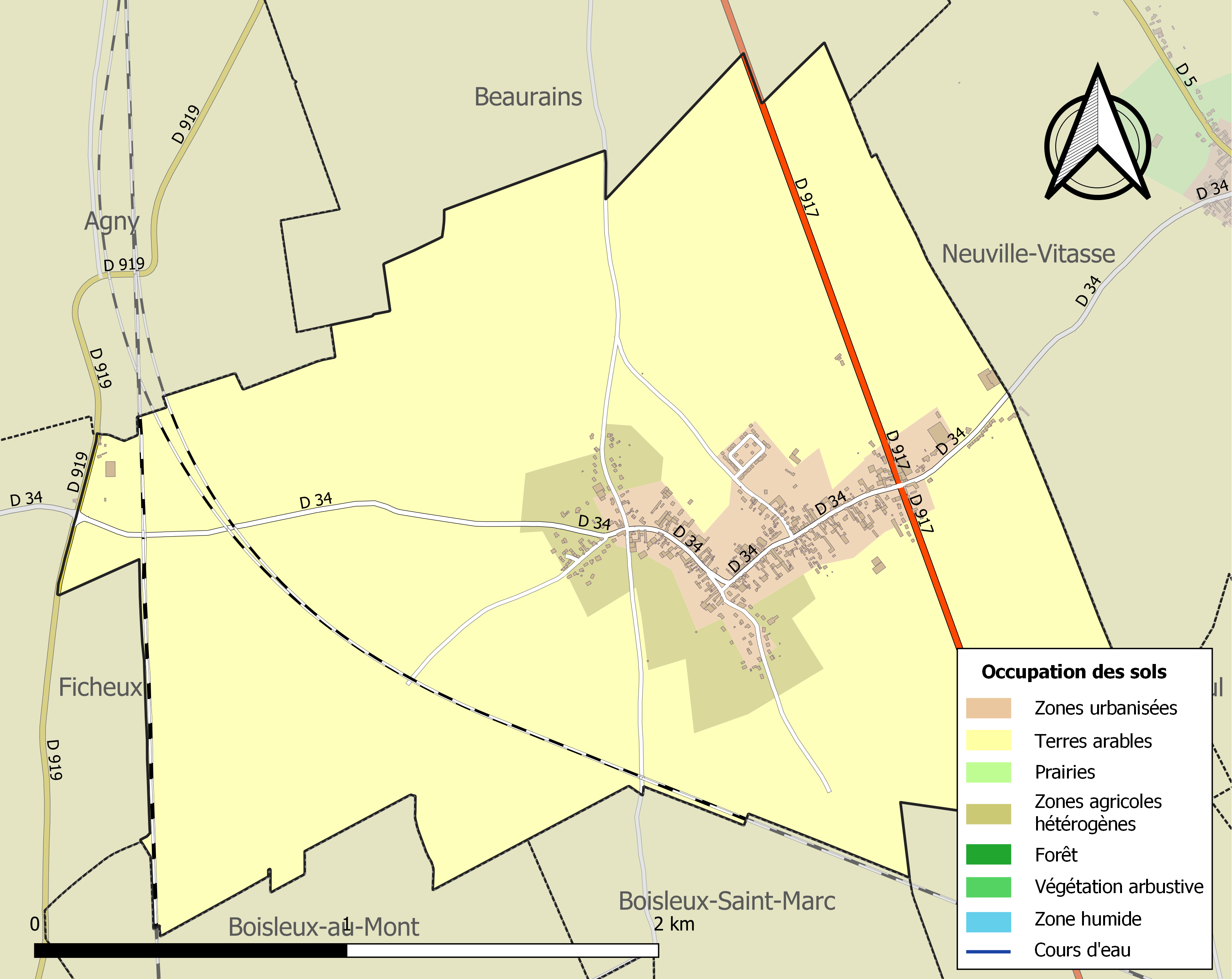
Carte des infrastructures et de l'occupation des sols de la commune en 2018 (CLC).

## Toponymie
Le nom de la localité est attesté sous les formes Merlecastel en 1098 ; Meruli castellum, Merulum castellum au XIIe siècle ; Merlechastel en 1287 ; Mellecastel en 1304 ; Meslecastel en 1320 ; Melcastel en 1338 ; Le Meschâtel en 1359 ; Mez-le-Castel en 1379 ; Maicastel au XIVe siècle ; Marcastel en 1469 ; Melchastel en 1510 ; Mez-le-Chastel en 1570 ; Marcatel en 1633 ; Mercastel en 1730, Mercatel depuis 1793 et 1801.
Mercatel vient du latin merula (merle) et castellum (château), « Château du merle »

## Histoire
Mercatel semble avoir été le siège d'une seigneurie avant la Révolution française : en 1585, une Marie Gosson est dite demoiselle de Mercatel, demoiselle étant le terme généralement employé pour désigner l'héritière non mariée d'une seigneurie. Elle avait un parent Pasquier Gosson, licencié es-lois, seigneur de Rumeville. Les deux ont été reconnus nobles le 1er juin 1585.
En juin 1700, par lettres données à Versailles, Claude d'Ambrines, seigneur de Mercatel, conseiller du roi, avocat du roi à la gouvernance d'Arras, se voit reconnaitre la qualité de noble, moyennant versement de finances. Il a donné 6000 livres pour bénéficier d'une des 500 lettres d'anoblissement créées par l'édit de mars 1696. Plus tard, il a encore versé 3000 livres de supplément pour avoir confirmation de noblesse.
Claude Philippe Joseph d'Ambrines, fils de Claude d'Ambrines, fait l'objet le 18 novembre 1734 d'un arrêt du Conseil d'État, Conseil du roi de France, rendu à Fontainebleau. L'arrêt exempte le bénéficiaire, écuyer, seigneur d'Equerchin (Izel-les-Equerchin?), Mercatel, conseiller au Conseil d'Artois, de la révocation portée par l'édit d'août 1715 (édit de révocation de certains titres de noblesse). Il confirme l'anoblissement accordé en juin 1700 à Claude d'Ambrines, son père, devenu après 1700 conseiller au Conseil d'Artois.
La commune est décorée de la croix de guerre 1914-1918 par décret du 23 septembre 1920, distinction également attribuée à 276 autres communes du Pas-de-Calais.
Lors de la Seconde Guerre mondiale, le 21 mai 1940, six civils sont exécutés par des soldats de la 3e Panzerdivision SS Totenkopf.

## Politique et administration

### Découpage territorial
La commune se trouve dans l'arrondissement d'Arras du  département du Pas-de-Calais.

#### Commune et intercommunalités
La commune fait partie de la communauté urbaine d'Arras qui regroupe 46 communes et compte 109 776 habitants en 2021.

#### Circonscriptions administratives
La commune est rattachée au canton d'Arras-3..

#### Circonscriptions électorales
Pour l'élection des députés, la commune fait partie de la première circonscription du Pas-de-Calais.

## Population et société

### Démographie
Les habitants sont appelés les Mercastelois.

#### Évolution démographique
L'évolution du nombre d'habitants est connue à travers les recensements de la population effectués dans la commune depuis 1793. Pour les communes de moins de 10 000 habitants, une enquête de recensement portant sur toute la population est réalisée tous les cinq ans, les populations de référence des années intermédiaires étant quant à elles estimées par interpolation ou extrapolation. Pour la commune, le premier recensement exhaustif entrant dans le cadre du nouveau dispositif a été réalisé en 2005.

En 2022, la commune comptait 726 habitants, en évolution de +7,56 % par rapport à 2016 (Pas-de-Calais : −0,72 %, France hors Mayotte : +2,11 %).
| 1793 | 1800 | 1806 | 1821 | 1831 | 1836 | 1841 | 1846 | 1851 |
| ---- | ---- | ---- | ---- | ---- | ---- | ---- | ---- | ---- |
| 459  | 505  | 538  | 528  | 581  | 579  | 617  | 673  | 643  |

| 1856 | 1861 | 1866 | 1872 | 1876 | 1881 | 1886 | 1891 | 1896 |
| ---- | ---- | ---- | ---- | ---- | ---- | ---- | ---- | ---- |
| 669  | 664  | 678  | 667  | 680  | 657  | 650  | 652  | 622  |

| 1901 | 1906 | 1911 | 1921 | 1926 | 1931 | 1936 | 1946 | 1954 |
| ---- | ---- | ---- | ---- | ---- | ---- | ---- | ---- | ---- |
| 605  | 619  | 614  | 437  | 480  | 465  | 448  | 435  | 443  |

| 1962 | 1968 | 1975 | 1982 | 1990 | 1999 | 2005 | 2006 | 2010 |
| ---- | ---- | ---- | ---- | ---- | ---- | ---- | ---- | ---- |
| 436  | 446  | 526  | 515  | 546  | 572  | 622  | 629  | 615  |

| 2015 | 2020 | 2022 | - | - | - | - | - | - |
| ---- | ---- | ---- | - | - | - | - | - | - |
| 663  | 726  | 726  | - | - | - | - | - | - |

#### Pyramide des âges
En 2018, le taux de personnes d'un âge inférieur à 30 ans s'élève à 39,0 %, soit au-dessus de la moyenne départementale (36,7 %). À l'inverse, le taux de personnes d'âge supérieur à 60 ans est de 20,5 % la même année, alors qu'il est de 24,9 % au niveau départemental.
En 2018, la commune comptait 352 hommes pour 355 femmes, soit un taux de 50,21 % de femmes, légèrement inférieur au taux départemental (51,50 %).
Les pyramides des âges de la commune et du département s'établissent comme suit.
| Hommes | Classe d’âge | Femmes |
| ------ | ------------ | ------ |
| 0,0    | 90 ou +      | 1,1    |
| 4,2    | 75-89 ans    | 8,5    |
| 14,1   | 60-74 ans    | 13,2   |
| 19,4   | 45-59 ans    | 16,4   |
| 22,7   | 30-44 ans    | 22,5   |
| 14,7   | 15-29 ans    | 18,1   |
| 24,9   | 0-14 ans     | 20,3   |

| Hommes | Classe d’âge | Femmes |
| ------ | ------------ | ------ |
| 0,5    | 90 ou +      | 1,6    |
| 5,6    | 75-89 ans    | 8,9    |
| 16,7   | 60-74 ans    | 18,1   |
| 20,2   | 45-59 ans    | 19,2   |
| 18,9   | 30-44 ans    | 18,1   |
| 18,2   | 15-29 ans    | 16,2   |
| 19,9   | 0-14 ans     | 17,9   |

## Culture locale et patrimoine

### Lieux et monuments
- L'église Saint-Léger.

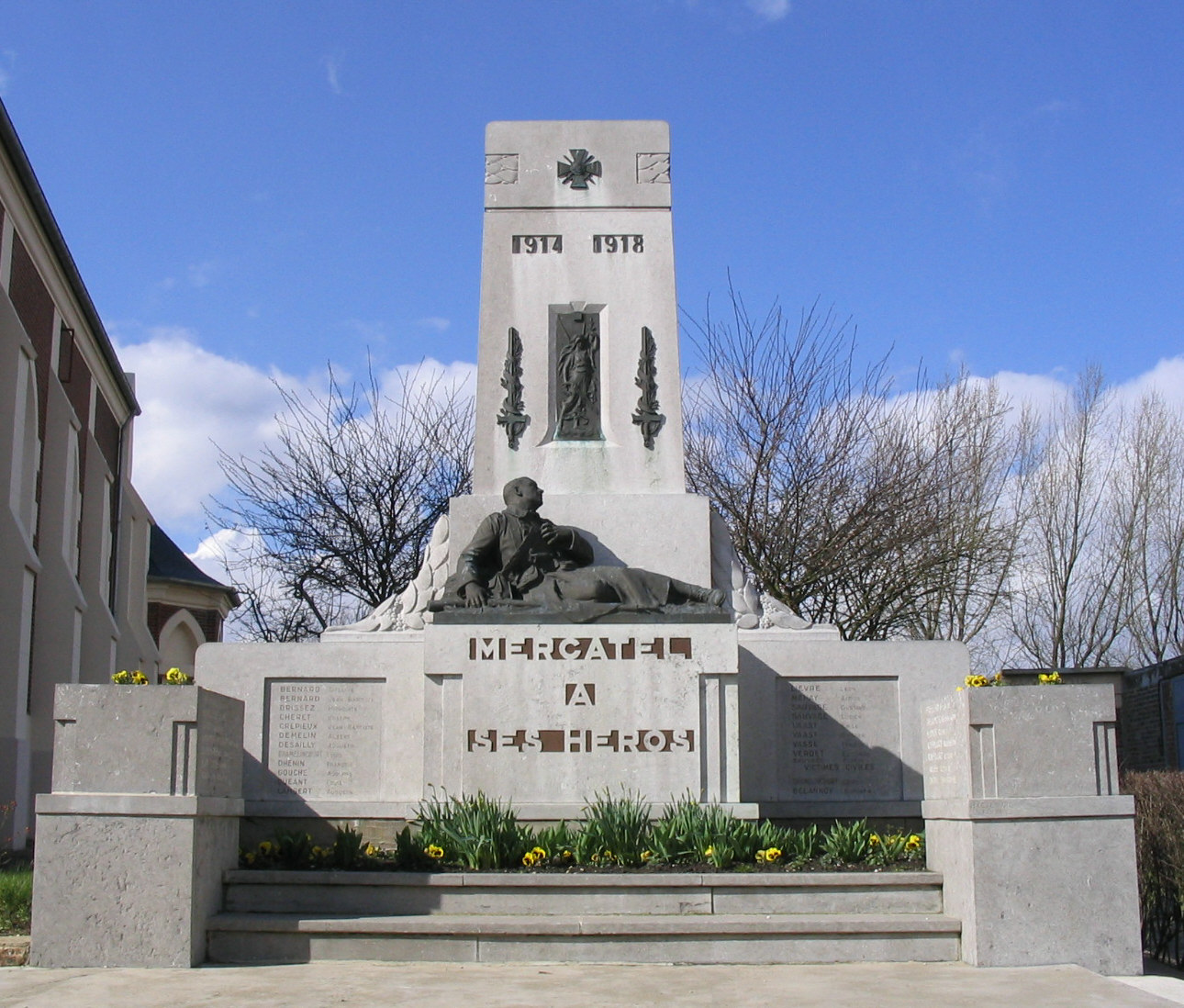
Le monument aux morts.

- Le monument aux morts, dont le marbrier est Hippolyte Lefèbvre et le sculpteur Jules Déchin[38],[39].

### Héraldique
| Blason de Mercatel | Blason  | D'or à la barre de gueules chargée de trois oiseaux d'or, accompagnée en chef d'un château de trois tours couvertes de gueules et en pointe d'une croisette ancrée de gueules Ornements extérieursCroix de guerre 1914-1918 |
| Blason de Mercatel | Détails | Adopté par la municipalité en 1991. |

## Pour approfondir

#### Bases de données, dictionnaires et encyclopédies
- Ressources relatives à la géographie :   - Insee (communes)
  - Ldh/EHESS/Cassini
- Ressource relative à plusieurs domaines :   - Annuaire du service public français
- Notices d'autorité :   - VIAF
  - BnF (données)